# Ovid-Denkmal in Constanța

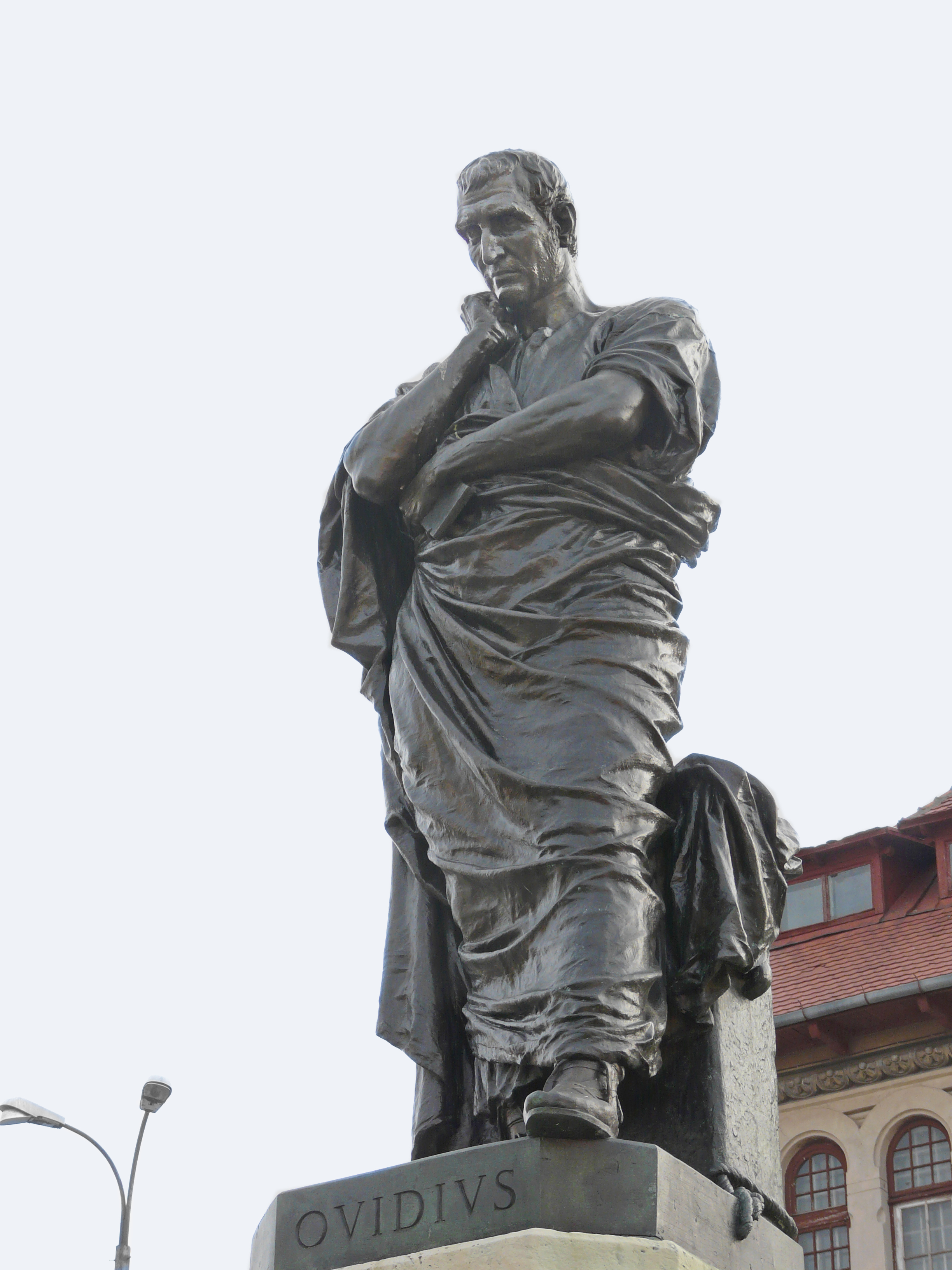
Ovid-Denkmal

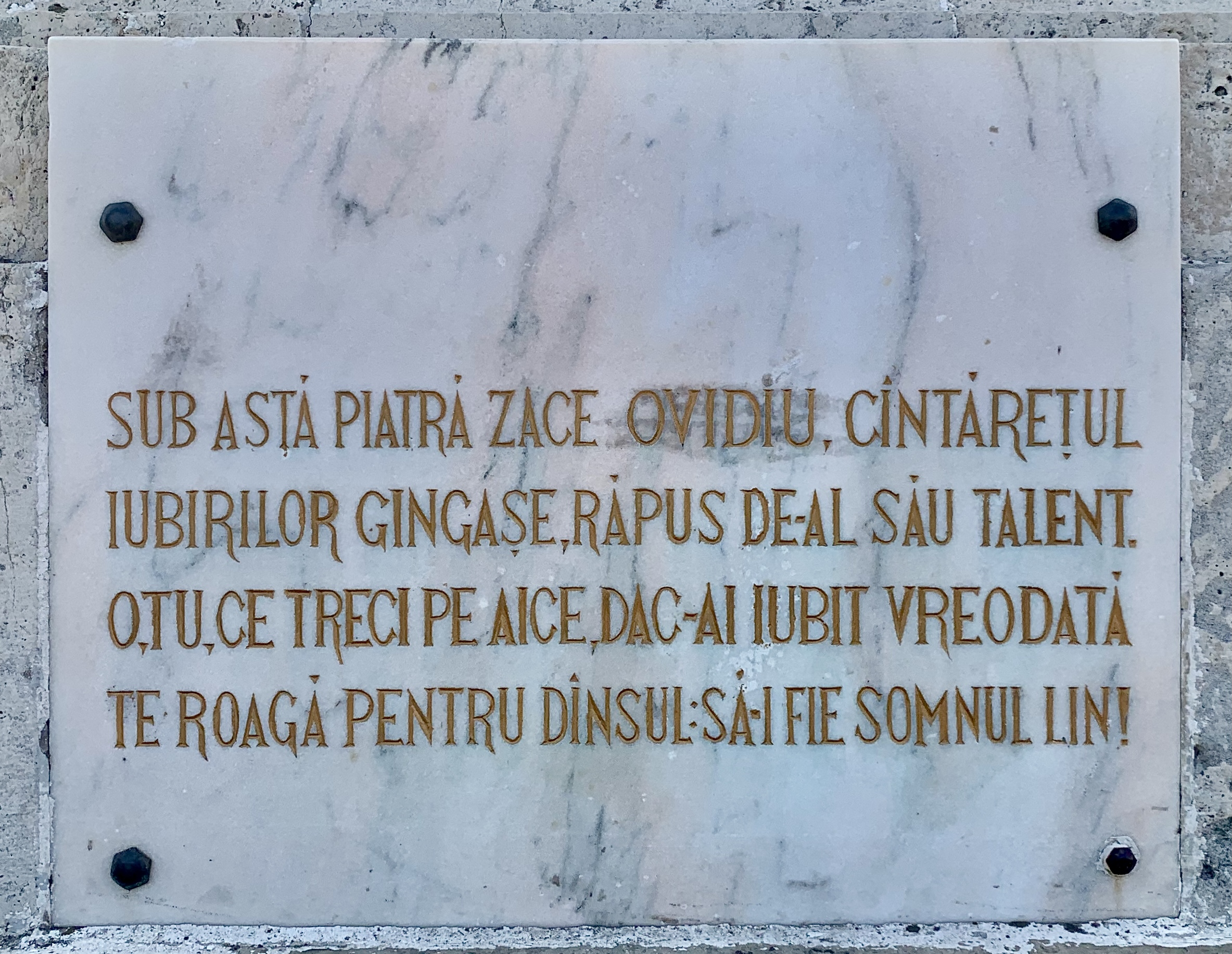
Inschrift

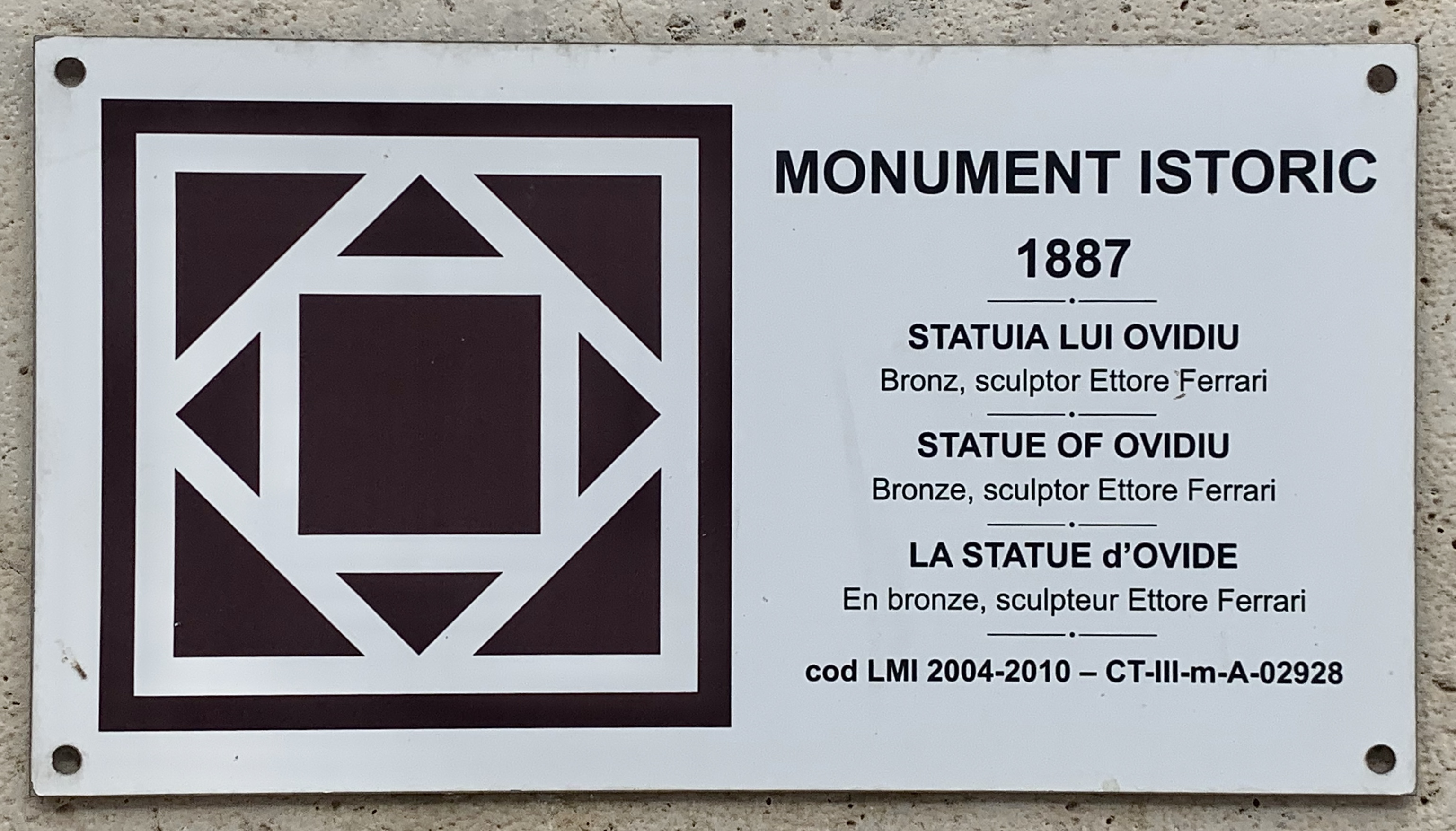
Das Emblem Monument istoric des Ovid-Denkmals

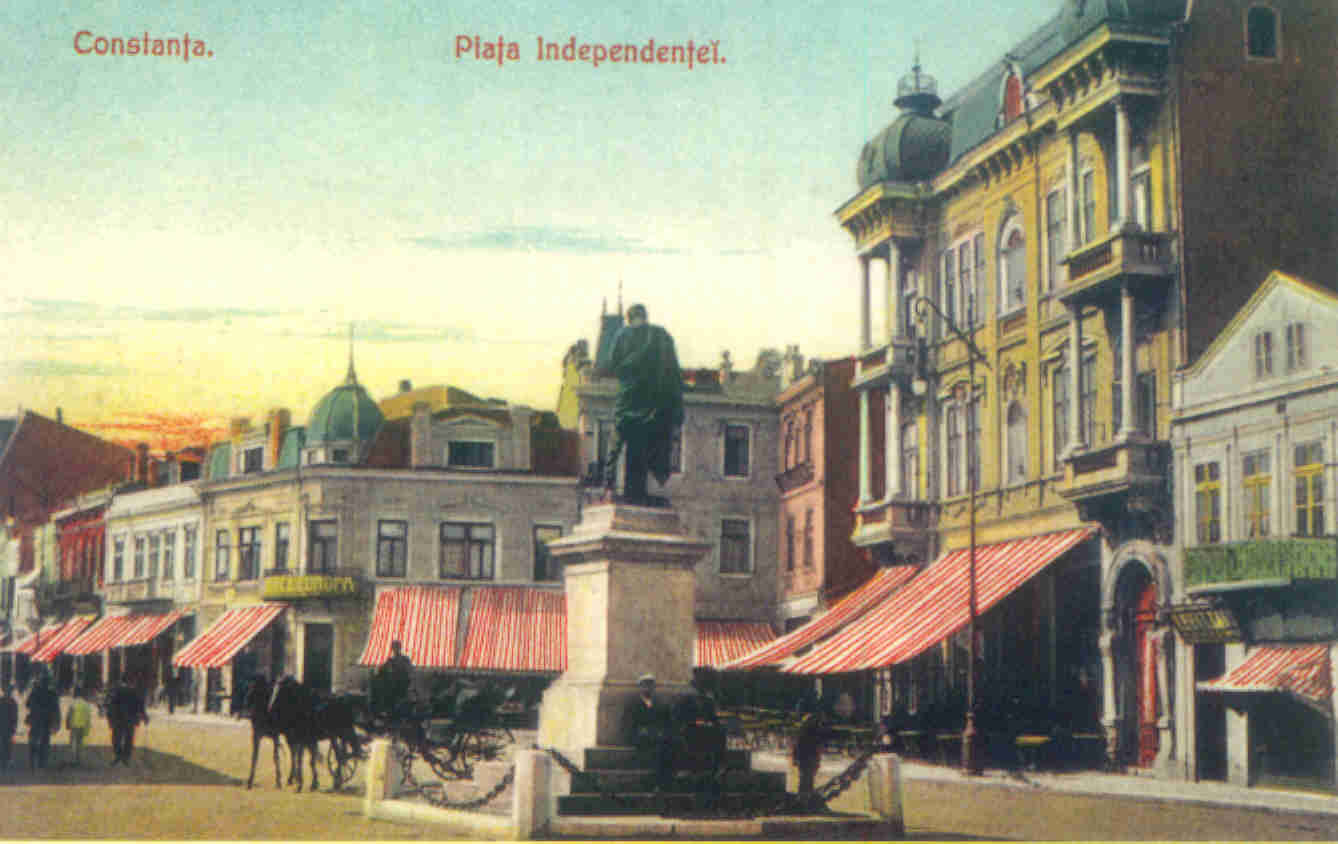
Postkarte aus dem Jahr 1909, die das Denkmal zeigt

Das Ovid-Denkmal im historischen Zentrum von Constanța, Rumänien, wurde 1887 von dem italienischen Bildhauer Ettore Ferrari geschaffen. Die Statue steht auf der Piața Ovidiu, dem Ovidplatz, vor dem ehemaligen Rathaus von Constanța, dem heutigen Nationalmuseum für Geschichte und Archäologie, in der Nähe des Hafens. Eine originalgetreue Nachbildung steht seit 1925 in Sulmona, Ovids Heimatstadt in Italien.

## Beschreibung
Das Denkmal stellt den römischen Dichter Publius Ovidius Naso (43 v. Chr. – 17 n. Chr.) dar. Die Bronzestatue zeigt den von Kaiser Augustus in die damalige Provinzstadt Tomis am Schwarzen Meer verbannten Dichter „zerfurcht, grüblerisch, [...] mit bekümmertem Blick“. Die Statue steht auf einem weißen Marmorsockel, in den eine Tafel mit den Versen von Tristia 3.3.73–76 in rumänischer Sprache eingelassen ist:
Sub astă piatră zace Ovidiu, cîntărețul
Iubirilor gingașe, răpus de-al său talent.
O, tu, ce treci pe aice, dac-ai iubit vreodată

Te roagă pentru dînsul: să-i fie somnul lin!
Das lateinische Original mit deutscher Übersetzung:
Hic ego qui iaceo tenerorum lusor amorum
Ingenio perii, Naso poeta, meo.
At tibi qui transis, ne sit grave quisquis amasti,

Dicere: Nasonis molliter ossa cubent.
Ich, der ich hier liege, Naso, der Dichter, Spieler zärtlicher Liebesgeschichten, bin an meinem eigenen Talent zugrunde gegangen. Aber für dich, der du vorbeigehst, wenn du je geliebt hast, soll es dir nicht schwerfallen zu sagen: Mögen die Gebeine des Naso weich ruhen!

## Geschichte
Die Enthüllung der Statue im August 1887 war ein großes Fest, an dem die gesamte Bevölkerung von Constanța teilnahm, angeführt vom Präfekten Remus Opreanu, dem Initiator des „Komitees für die Statue von Ovid“. Ursprünglich war die Statue nach Norden ausgerichtet, aber der Bau des Rathauspalastes im Jahr 1921 machte es erforderlich, sie an ihren heutigen Standort zu versetzen. Während der deutsch-bulgarischen Besatzung von 1916 bis 1918 wurde die Statue von der bulgarischen Armee von ihrem Sockel heruntergenommen, um sie als Kriegsbeute zu entwenden. Die Intervention deutscher Offiziere verhinderte dies. Bis zur Rückkehr der rumänischen Behörden im November 1918 war die Statue im Keller des Rathauses untergebracht. Im Jahr 1925 wurde in der Heimatstadt des Dichters, in Sulmona, eine originalgetreue Nachbildung dieses Werks enthüllt.